# Karl von der Esch
Karl Wilhelm von der Esch (* 13. August 1827 in Mainz; † 27. März 1880 in Karlsruhe) war ein preußischer Generalmajor und Kommandeur der 55. Infanterie-Brigade.

## Leben

### Herkunft
Karl war ein Sohn des preußischen Hauptmanns Josef von der Esch (1785–1833) und dessen Ehefrau Marianne, geborene von Kleist (1800–1883). Der preußische Generalleutnant Max von der Esch (1853–1935) war sein Neffe.

### Militärkarriere
Nach dem Besuch des Gymnasiums in Mühlhausen/Thüringen, der Vorbereitungsanstalt in Magdeburg sowie der Kadettenhäuser in Potsdam und Berlin wurde Esch am 4. Juli 1844 als charakterisierter Portepeefähnrich dem 27. Infanterie-Regiment der Preußischen Armee überwiesen. Er avancierte bis Mitte Dezember 1844 zum Sekondeleutnant und war ab April 1847 auf ein Jahr zur Dienstleistung zum 4. kombinierten Reserve-Bataillon kommandiert. 1849 nahm Esch während der Niederschlagung der Badischen Revolution an den Gefechten bei Graben, Ubstadt, Durlach und Wald-Michelbach teil. Nach einem Kommando zur Gewehrfabrik nach Sömmerda wurde er Mitte Dezember 1850 zum Adjutanten des Füsilier-Bataillons ernannt und absolvierte zur weiteren Ausbildung vom 15. Oktober 1853 bis zum 15. Juli 1856 die Allgemeine Kriegsschule. Unter Beförderung zum Premierleutnant wurde Esch am 25. August 1857 mit Patent vom 16. Mai 1857 in das 26. Infanterie-Regiment versetzt. Vom 1. Juli 1858 bis zum 28. Februar 1859 war er zur Topographischen Abteilung des Großen Generalstabs kommandiert und stieg Ende Mai 1859 zum Hauptmann auf. Während der Mobilmachung anlässlich des Sardinischen Krieges war Esch Kompanieführer beim II. Bataillon im 26. Landwehr-Regiment und kehrte Mitte August 1859 erneut zur Topographischen Abteilung zurück. Am 1. März 1860 erfolgte seine Kommandierung als Kompanieführer zum 26. kombinierten Infanterie-Regiment, aus dem Anfang Juli 1860 das 3. Magdeburgische Infanterie-Regiment Nr. 66 hervorging. Esch diente kurzzeitig als Kompaniechef, wurde am 12. Juli 1860 als Generalstabsoffizier zum Generalkommando des II. Armee-Korps kommandiert und Ende Juli 1860 in den Generalstab versetzt. Nach einer Verwendung vom 5. März 1863 bis zum 15. April 1864 als Kompaniechef im Grenadier-Regiment „König Friedrich Wilhelm IV.“ (1. Pommersches) Nr. 2 wurde Esch in den Generalstab der 4. Division versetzt und Ende Juni 1864 zum Major befördert. Anfang Mai 1865 folgt seine Versetzung nach Köln in den Generalstab der 15. Division. In dieser Stellung nahm Esch 1866 während des Krieges gegen Österreich an den Kämpfen bei Hühnerwasser, Münchengrätz sowie Königgrätz teil und erhielt für sein Wirken den Roten Adlerorden III. Klasse mit Schleife und Schwertern.
Nach dem Krieg stieg Esch Ende März 1868 zum Oberstleutnant auf, wurde am 10. September 1868 mit der Führung der Geschäfte als Chef des Generalstabes des V. Armee-Korps beauftragt und am 21. Oktober 1869 zum Chef des Stabes ernannt. In dieser Stellung bei der Mobilmachung anlässlich des Krieges gegen Frankreich zum Oberst befördert, nahm er an den Kämpfen bei Weißenburg, Wörth, Valenton, Petit-Bicêtre-St. Cloud, Bellevue, Dame-Rose, Garches, Malmaison, am Mont Valerien sowie der Belagerung von Paris teil.
Ausgezeichnet mit beiden Klassen des Eisernen Kreuzes sowie den Komturkreuzen des Bayerischen und Württembergischen Militärverdienstordens wurde Esch nach dem Vorfrieden von Versailles am 20. März 1871 als Chef des Generalstabes zum neu errichteten XV. Armee-Korps nach Straßburg versetzt. Am 19. Januar 1873 erhielt er den Orden Pour le Mérite sowie am 14. Februar 1874 den Rang und die Gebührnisse eines Brigadekommandeurs. Er avancierte Ende Oktober 1874 zum Generalmajor und wurde am 2. Februar 1875 Kommandeur der ebenfalls in Straßburg stationierten 62. Infanterie-Brigade. Im Sommer 1875 nahm Esch als Beobachter an den russischen Manövern bei Warschau teil. Am 15. Mai 1877 erfolgte seine Versetzung als Kommandeur der 55. Infanterie-Brigade nach Karlsruhe mit einer Beihilfe von 1500 Mark. Am 15. September 1877 erhielt er den Roten Adlerorden II. Klasse mit Eichenlaub und Schwertern am Ringe. Esch starb überraschend an einer Lungenentzündung am 27. März 1880 in Karlsruhe und wurde auf dem dortigen Friedhof, wo ihm das Offizierskorps ein Denkmal setzte.
In der Schlacht bei Wörth sah er, dass der Vorstoß der Vorposten durch Artillerie unterstützt werden musste und orderte die gesamte Korpsartillerie zur Verstärkung. Die Schlacht war im vollen Gange, als der Befehl zum Abbruch kam. Esch beschloss, diesen zu ignorieren und nahm mit dem Füsilier-Bataillon des Infanterieregiments Nr. 94 am Sturm auf die strategisch wichtigen Höhen an der Sauer teil. Der inzwischen eingetroffene Kommandierende General Kirchbach unterstützte die Entscheidung seines Stabschefs und führte die Schlacht weiter. Bereits für Sedan wurde er zum Pour le Mérite vorgeschlagen.
General von Obernitz schrieb am 1. Januar 1880 in seiner Beurteilung: „Generalmajor von der Esch ist ein hervorragend begabter und tüchtiger General, der sich jeder militärischen Aufgabe gewachsen zeigen wird. Bei Leitung der ihm im letzten Jahre übertragenen Detachementsübungen hat er meine volle Anerkennung gefunden. Als Führer der Brigade auf dem Exerzierplatz und beim Manöver sowie bei der Führung von Detachements aller Waffen ist er sicher und routiniert. Er wird auch als Divisionskommandeur allen Anforderungen entsprechen.“

### Familie
Esch heiratete am 29. Mai 1869 in Magdeburg Nanny von Gerhardt (1832–1908), Tochter der Luise Osiander und des Magdeburger Polizeipräsidenten Adolph von Gerhardt. Das Paar Nanny und Karl hatte mehrere Kinder:
- Adolf (1861–1937), preußischer Generalleutnant ⚭ 1886 Amelie le Beau (* 1864)
- Hans (1862–1934), preußischer Generalleutnant, Ritter des Ordens Pour le Mérite ⚭ Elisabeth Hasenkamp (1874–1926)
- Luise (* 1864) ⚭ 1885 Bernhard von Minnigerode (1852–1910)[1]

Die Nachkommen des Karl von der Esch erhielten am 3. Februar 1892 den erblichen preußischen Adelstand.